# Елеонора де Богун, графиня Ормонд
Елеонора де Богун, графиня Ормонд (англ. Eleanor de Bohun, Countess of Ormonde; 17 жовтня 1304 — 7 жовтня 1363) — одна з дочок Гамфрі де Богуна, 4-го графа Герефорда і принцеси Єлизавети Рудланської, дочки короля Англії Едуарда I Плантагенета і Елеонори Кастильської.

## Життєпис
Народилася в замку Нерсборо. Після смерті батьків поміщена під опіку її тітки Марії Плантагенет і виховувалась у Еймсбері разом із численними двоюрідними сестрами, серед яких Джоан Гавестон, Ізабелла Ланкастерська та Джоан де Монтемер. Едуард II призначив на утримання в Еймсбері Елеонори та її молодшої кузини Джоан Гавестон 100 марок щорічно .
Була одруженою двічі. Вперше вийшла заміж 1327 року за Джеймса Батлера, 1-го графа Ормонда, який помер 1338 року. Другий шлюб укладено через шість років після смерті Батлера: обранцем став Томас Дегворт, убитий 1350 року, коли потрапив у засідку в Бретані.

## Родина
Перший чоловік (з 1327) — Джеймс Батлер, 1-й граф Ормонд (бл. 1305—1338), син Едмунда Батлера, графа Карріка і леді Джоан Фіцджеральд. Їхні діти:
- Джон Батлер (нар. 6 листопада 1330 року, помер у дитинстві);
- Петронілла (або Періна) Батлер, баронеса Талбот (померла 1387 року)[5], була одруженою з Гілбертом Талботом, 3-м бароном Талботом (бл. 1332-1387) і мала дочку Елізабет Талбот, яка вийшла заміж за Генрі де Грея, 5-го барона Грея з Вілтона[6];
- Алієнора Батлер (пом. 1392 року)[5], була одруженою з Джеральдом Фіцджеральдом, 3-м графом Десмондом;
- Джеймс Батлер, 2-й граф Ормонд (4 жовтня 1331 — 18 жовтня 1382)[5], був одруженим із Елізабет Дарсі[en] .

Другий чоловік (від 1344 року) — Томас де Дегворт, лорд Дегворт (1276—1350), син Джона Дегворта й Аліс Фіцварін. Їхня дочка:
- Елеонора де Дегуорт, яка вийшла заміж у Вачері (в Кранлі), графство Суррей, з дозволу, датованого 23 червня 1362 року, за Волтера Фіц Волтера, 3-го лорда Фіц Волтера. Похована в Данмау[7].